# Seioptera vibrans
Espèce
Seioptera vibrans est une espèce d'insectes diptères brachycères de la famille des Ulidiidae.
Dans certaines classifications, sa famille est reprise sous le nom Otitidae.
Synonyme non accepté par ITIS
- Musca vibrans Linnaeus, 1758

## Description
Le corps long de 5 à 6 mm est noir brillant à bleu, la tête présente un front rouge et une face sillonnée. Les deux ailes sont transparentes et terminées par une tache foncée.

## Distribution
Europe

## Biologie
Les adultes volent de mai à septembre au voisinage des arbres, des buissons, des haies ; une fois posés, ils agitent les ailes sans arrêt. Ils se nourrissent du pollen des fleurs et de petits insectes (pucerons). Les larves vivent dans la litière (végétaux en décomposition qu'elles contribuent à transformer).